# 齐格蒙特·马什奇克
齐格蒙特·马什奇克（波蘭語：Zygmunt Maszczyk，1945年5月3日—），波兰男子足球运动员。他曾代表波兰参加1972年和1976年夏季奥林匹克运动会足球比赛，获得一枚金牌和一枚银牌。